# Jason Dupasquier
Pour les articles homonymes, voir Dupasquier.
Jason Dupasquier, né le 7 septembre 2001 à Bulle (canton de Fribourg) et mort le 30 mai 2021 à Florence (Toscane), est un pilote de vitesse moto suisse de Moto3.

## Biographie
Jason Dupasquier est le fils de Philippe Dupasquier, pilote de motocross et de Supermotard. Il commence la compétition en 2010 sur 65 cm3 et fait son entrée en Moto3 en 2020 dans l'équipe PrüstelGP Team, pilotant une KTM,.
Bien que sans palmarès, ses pairs lui reconnaissent des qualités de pilotage,.

### Accident et mort
Lors des qualifications du Grand Prix moto d'Italie 2021 le 29 mai, Jason Dupasquier chute et est percuté par au moins une autre moto. Touché au cerveau et au thorax, il est évacué par hélicoptère à l'hôpital de Florence. Dans la soirée, il subit une opération au thorax afin de traiter une lésion vasculaire. Il succombe à ses blessures le lendemain, à l'âge de 19 ans,,. Il est inhumé au cimetière de Sorens.

## Hommage
Fabio Quartararo a dédié sa pole position puis sa victoire en Moto GP à Jason Dupasquier. On lui a également tendu un drapeau suisse sur le podium. Une minute de silence a été imposée à tous les pilotes de Moto GP avant le départ de la course.

## Résultats
| Année | Cat.  | Moto | 1      | 2      | 3      | 4      | 5      | 6       | 7      | 8      | 9      | 10     | 11     | 12     | 13     | 14     | 15 | 16 | 17 | 18 | 19 | Position | Points |
| ----- | ----- | ---- | ------ | ------ | ------ | ------ | ------ | ------- | ------ | ------ | ------ | ------ | ------ | ------ | ------ | ------ | -- | -- | -- | -- | -- | -------- | ------ |
| 2020  | Moto3 | KTM  | SPA 25 | AND 21 | CZE 19 | AUT 23 | STY 28 | RSM 19  | EMR 19 | CAT 23 | FRA 17 | ARA 22 | TER 24 | EUR 18 | VAL 22 | POR 23 |    |    |    |    |    | NC       | 0      |
| 2021  | Moto3 | KTM  | QAT 10 | DOA 11 | POR 12 | SPA 7  | FRA 13 | ITA DNS |        |        |        |        |        |        |        |        |    |    |    |    |    | 19e      | 27     |